# 荷兰病

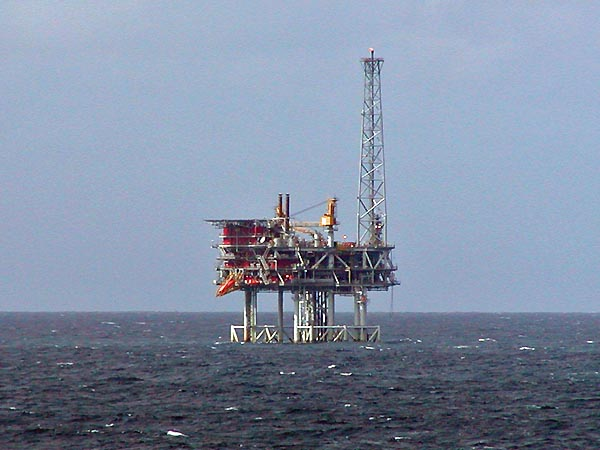
荷蘭海上石油台

荷兰病（英語：Dutch disease）是一个和自然资源与经济发展相关的术语。是指由于出口自然资源，导致货币汇率上升，因而工业出口减少、国内制造业衰退的现象。
在經濟學中，荷蘭病是特定行業（如自然資源）經濟發展的增長與其他行業（如製造業或農業）經濟發展的下滑之間有明顯的因果關係。推定機制是，由於行業的增長（或外援的流入）增加收入，與其他國家的貨幣相比（匯率以某國貨幣/其他國貨幣的形式顯示），某國家的貨幣變得更強（升值）。這導致某國家其他行業出口為得到其他國家購買變得更昂貴，而進口（購買其他國家的）更低廉，如果不進行政策干預，某國家的這些行業（主要是製造業）的競爭力會被降低。
雖然它最常指的是自然資源的發現，但也可以指“導致其他國家的貨幣大量流入的任何發展，包括自然資源價格急劇上漲，外援和外國直接投資”。此術語在1977年由《經濟學人》創造，描述荷蘭在1959年發現大格羅寧根天然氣田後，製造業的衰落。

## 歷史
在1973年发生第一次石油危机之后，欧洲天然气出口大国荷兰由于能源价格高涨而从天然气出口中获得大量收入，这些收入大大提高了国家社会福利程度。然而，荷兰獲得了過度富裕的生活，随着天然气出口的增加，本国货币荷兰盾的汇率也随之上升，劳动者薪水也同时上涨，导致生产成本大幅攀升，工业产品的国际竞争力急速下滑，工人失業造成经济恶化。伴随着经济恶化，由于经济增长时期大幅提高的社会保障体系负担对政府财政产生了巨大压力，财政赤字也随之急速增加。
當時由柯克首相領導的政府，呼籲各界能夠共體時艱以應經濟問題，於是下令三年內勞方不得要求加薪，相反的資方做出的承諾是三年內不得裁員，最後經濟也開始復甦，多數國家為之頭疼的社會福利問題，也只有荷蘭找出解決之道。“荷兰病”的经典模型是由W. Max Corden和Peter Neary在1982年给出的。两位作者将一国的经济分为三个部门，即可贸易的制造业部门、可贸易的资源出口部门和不可贸易的部门（主要是一国内部的建筑业零售贸易和服务业部门）。

## 后果
假设该国经济起初处于充分就业状态，如果突然发现了某种自然资源或者自然资源的价格意外上升将导致两方面的后果：一是劳动和资本转向资源出口部门，则可贸易的制造业部门现在不得不花费更大的代价来吸引劳动力，制造业劳动力成本上升首先打击制造业的竞争力。同时，由于出口自然资源带来外汇收入的增加使得本币升值，再次打击了制造业的出口竞争力。这被称为资源转移效应。在资源转移效应的影响下，制造业和服务业同时衰落下去。二是自然资源出口带来的收入增加会增加对制造业和不可贸易的部门的产品的需求。但这时对制造业产品的需求的增加却是通过进口国外同类价格相对更便宜的制成品来满足的，这对本国的制造业来说又是一个灾难。
不过，对不可贸易的部门的产品的需求增加无法通过进口来满足，我们会发现一段时间后本国的服务业会重新繁荣。这被称为支出效应。尽管这种病症一般是与一种自然资源的发现联系在一起，但它可能因以下任何一种造成外汇大量流入的事件诱发，其中包括自然资源价格的急剧上升，外国援助和外国直接投资等。“荷兰病”可能是一种普遍的现象，适用于所有“享受”初级产品出口急剧增加的国家。

## 延伸閱讀
- Buiter, Willem H.; Purvis, Douglas D. . Bhandari, Jagdeep S.; Putnam, Bluford H.  (编). . Cambridge: MIT Press. 1983: 221–47. ISBN 978-0-262-02177-7.
- Elkhan Richard Zada. 2016. Oil Abundance and Economic Growth. Berlin: Logos Verlag. （页面存档备份，存于）

## 外部連結
- 维基词典中的词条「Dutch disease」
- CaDRE at energypedia.info/wiki （页面存档备份，存于）